# Sankt Clemens kyrka
Sankt Clemens kyrka, även Laholms kyrka, är en kyrkobyggnad som tillhör Laholms församling i Göteborgs stift. Den ligger i Gamleby, de äldre delarna av staden Laholm. Den var helgad åt Sankt Clemens, handelsmännens och de sjöfarandes skyddspatron.

## Kyrkobyggnaden
Laholms ursprungliga kyrkobyggnad uppfördes omkring tiden för stadens grundande. Från år 1225 finns det skriftliga belägg för kyrkans existens, men de äldsta bevarade delarna är från 1400-talet. Byggnaden brandhärjades 1802 och allt utom tornet revs. En ny kyrka uppfördes 1808-1820 med väggarna nertill i gråsten och däröver i tegel efter ritningar av Carl Fredrik Sundvall. Det gamla tornet med kryssvalv bibehölls. Det hade påmurats 1632 med huv och åttakantig lanternin i två våningar. Ett gravkor tillkom 1894-1898 vid en renovering under ledning av Adrian C. Peterson. 
De nuvarande sex takmålningarna på blå botten med motiv ur Jesu liv, utfördes 1933 av Einar Forseth i samband med en restaurering. I koret finns fyra fönster, dekorerade av konstnären Erik Olson, Halmstad, vilka invigdes 1959.

## Inventarier
- Predikstol med baldakin från 1866.
- Triumfkrucifix från 1400-taletets mitt eller senare del[1]. Korset hänger på södra långhusväggen.
- Dopskål med dateringen 1634.
- Fyra ljuskronor från 1631, 1706, 1711 och 1749 samt två inköpta 1975.
- Matta utförd av Märta Måås-Fjetterström.
- Votivskepp från 1975.
- Lillklockan är gjuten 1591 och storklockan med inskription 1699.
- Ett tidigare korfönster exponeras i vapenhuset liksom series pastorum

### Orgel
- 1650 skänktes ett positiv till kyrkan med sex stämmor av kämnären Mogens Sötenson Trana. Det förnyades 1764 av Gustaf Gabriel Woltersson, Glimåkra. Orgeln bekostades av assessor Peter Pettersson.[2]

| Manualen     | Övrigt           |
| Gedackt 8'   | Sex små klockor. |
| Principal 4' | En bälg.         |
| Oktava 2'    |                  |
| Scharf II    |                  |
| Decima 3'    |                  |
| Mixtur III   |                  |
| Tremulant    |                  |

- 1853 byggde Johan Niklas Söderling, Göteborg en orgel med 18 stämmor.
- 1933 byggde A Mårtenssons Orgelfabrik AB, Lund en orgel med 36 stämmor.
- 1978 byggde A. Magnussons Orgelbyggeri AB, Mölnlycke en mekanisk orgel med fria kombinationer. Den har 3 manualer och 32 stämmor. Pipverket är heterogent och innehåller äldre material. Fasaden från 1853 års orgel har bibehållits.[3]

| Huvudverk I         | Svällverk II      | Öververk III   | Pedal         | Koppel |  |
| Pommer 16´          | Rörflöjt 8´       | Gedackt 8      | Principal 16  | I/P    |  |
| Principal 8´        | Salicional 8´     | Kvintadena 8´  | Subbas 16'    | II/P   |  |
| Gedackt 8´          | Principal 4'      | Prestant 4'    | Oktava 8'     | III/P  |  |
| Octava 4'           | Traversflöjt 4'   | Rörflöjt 4'    | Borduna 8'    | II/I   |  |
| Koppelflöjt 4'      | Nasard 2 2/3'     | Blockflöjt 2'  | Oktava 4'     | III/I  |  |
| Oktava 2'           | Waldflöjt 2'      | Scharff 3 chor | Mixtur 4 chor |        |  |
| Sesquialtera 2 chor | Ters 1 3/5'       | Krumhorn 8'    | Basun 16'     |        |  |
| Mixtur 4 chor       | Mixtur 3 chor     | Tremulant      |               |        |  |
| Trumpet 8'          | Oboe 8'           |                |               |        |  |
|                     | Tremulant         |                |               |        |  |
|                     | Crescendosvällare |                |               |        |  |

#### Kororgel
- 1975 byggde John Grönvall Orgelbyggeri, Lilla Edet en mekanisk orgel.

| Manual        | Pedal   |
| Gedackt 8´    | Bihängd |
| Principal 4´  |         |
| Rörflöjt 4'   |         |
| Waldflöjt 2'  |         |
| Scharf 2 chor |         |

## Bilder

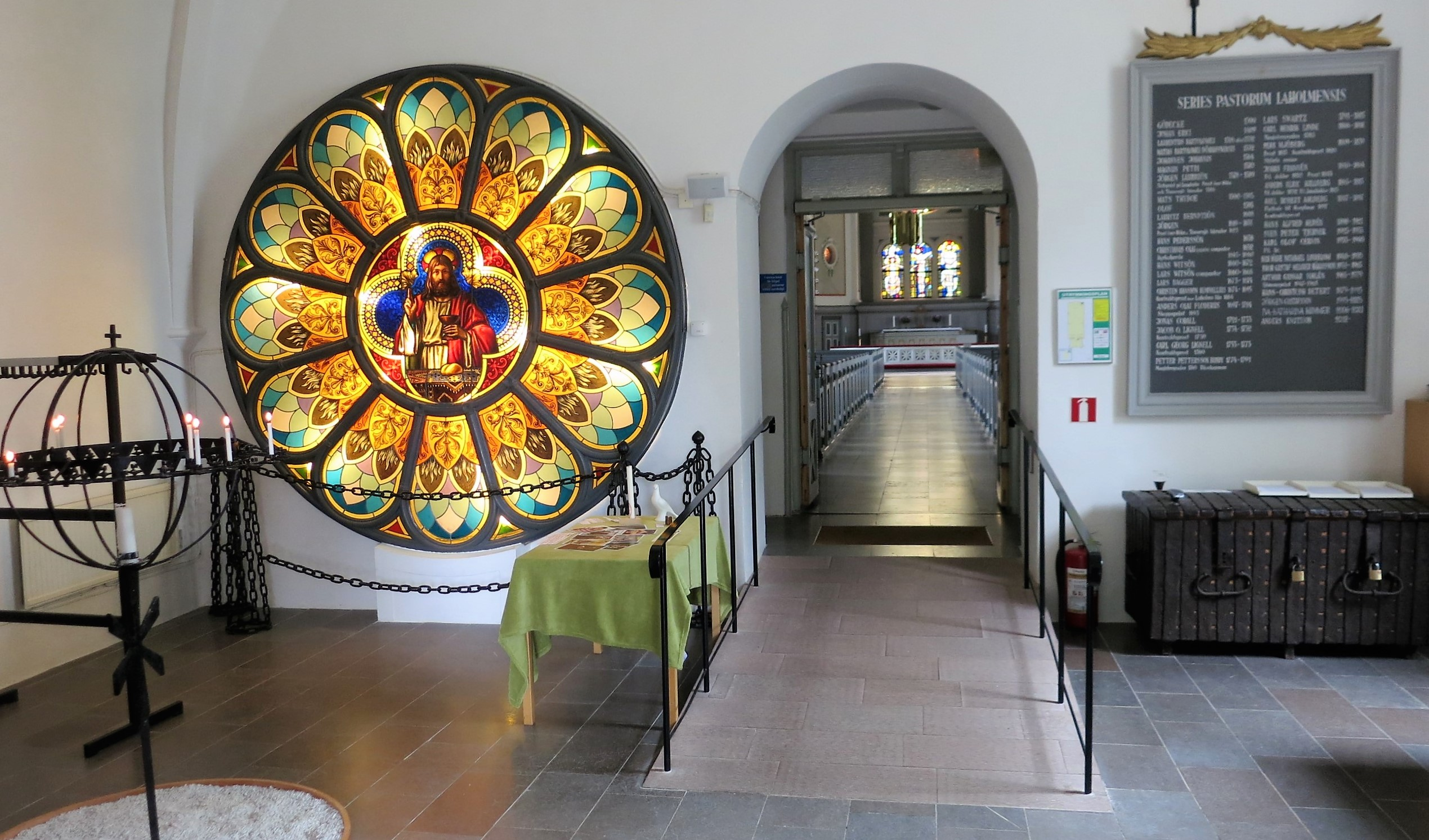
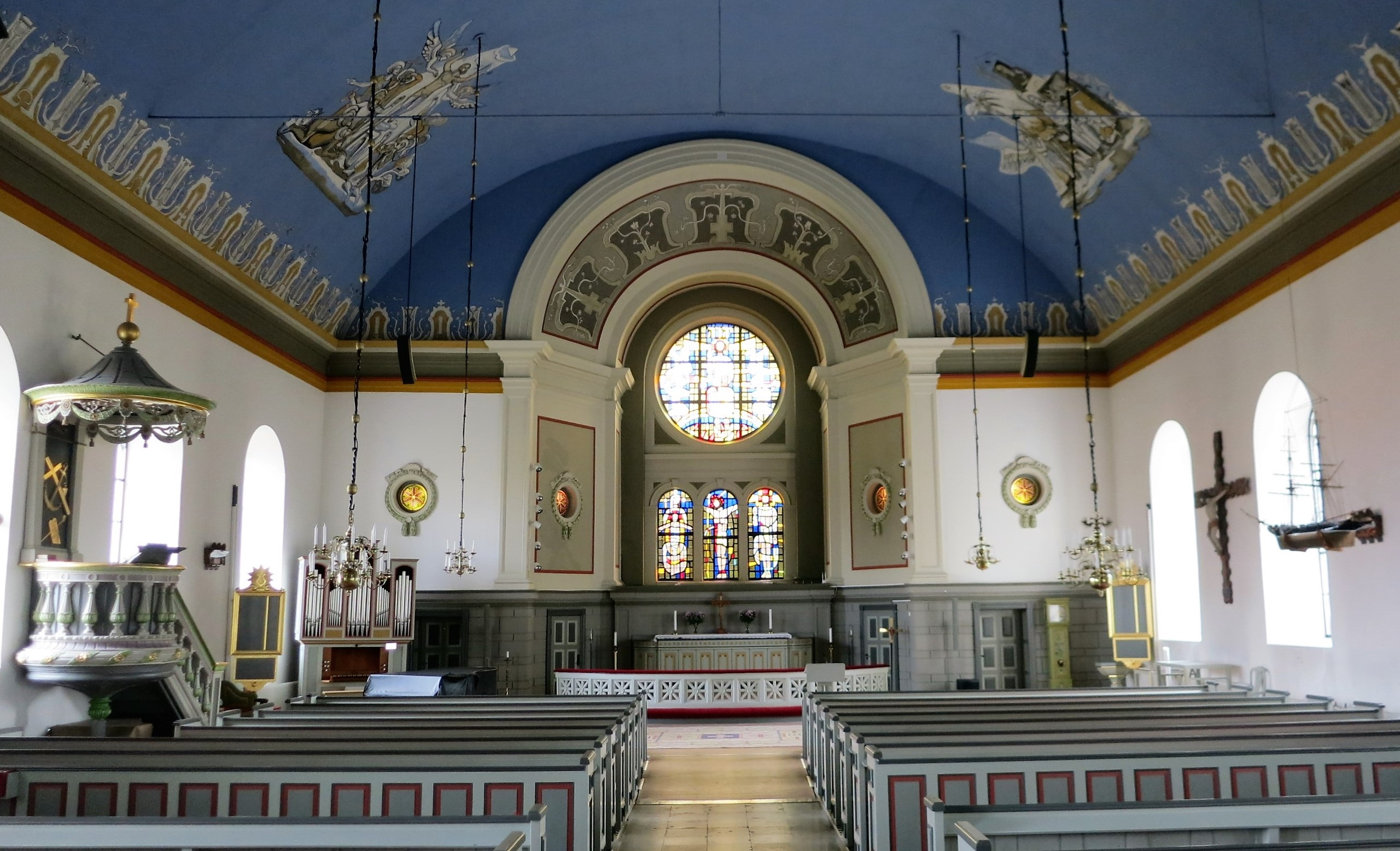
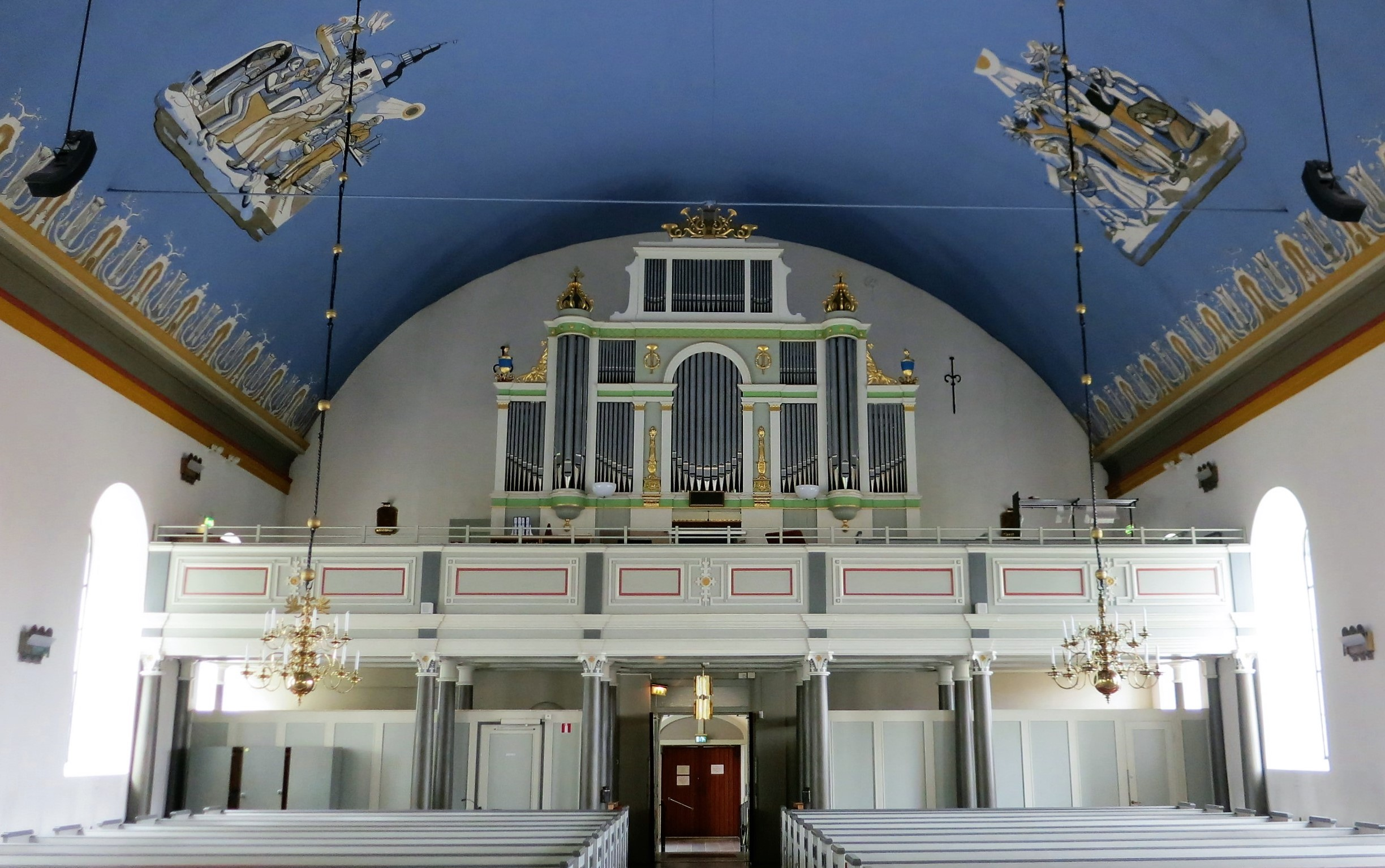